# Bruchmühlbach-Miesau
Bruchmühlbach-Miesau là một xã ở huyện Kaiserslautern bang Rheinland-Pfalz, nước Đức. Xã Bruchmühlbach-Miesau có diện tích 26,86 km². Xã này nằm bên sông Glan, cự ly khoảng 10 km về phía đông bắc Homburg, và 25 km về phía tây của Kaiserslautern.
Bruchmühlbach-Miesau là thủ phủ của Verbandsgemeinde ("xã tập thể") Bruchmühlbach-Miesau. 